# 伍潔芳
伍潔芳（Sheryl WuDunn，1959年11月16日—），美籍華裔記者。生於美国紐約，第一個贏得普利策獎的亞裔美國人。丈夫为记者紀思道。夫婦兩人因報導1989年六四事件一同獲得普利策新聞獎，是普利策獎有史以來第一次为夫婦二人所得。

## 著作
- 《東方驚雷》
- 《她們，和她們的希望故事》
- 《驚蟄中國》[3]